# Hoyo de Manzanares
Hoyo de Manzanares és un municipi de la Comunitat de Madrid. Limita al nord-oest amb Moralzarzal, a l'oest amb Colmenar Viejo i al sud amb Madrid i Torrelodones.

## Geografia
El municipi es troba dintre del Parc Regional de la Cuenca Alta del Manzanares que, amb una extensió de 52.796 hectàrees, va ser creat per la Comunitat de Madrid en 1985. A més, aquest espai és Reserva de la Biosfera des del 15 de febrer de 1993, i està catalogat com Lloc d'Interès Comunitari. El municipi està travessat per la carretera M-618 que ho comunica amb Torrelodones i Colmenar Viejo i una segona carretera que té consideració d'Avinguda a pesar que surt del nucli urbà ho connecta amb la Ciutat Residencial La Berzosa, urbanització pertanyent al municipi i separada del nucli urbà igual que la Urbanització Las Colinas, situada entre aquest municipi i Torrelodones.

## Política
Actualment l'ajuntament està constituït per 13 regidors de cinc grups polítics diferents. L'alcalde és José Antonio Antolínez Sousa del PP (eleccions 2007).
| partit                                       | regidors |
| -------------------------------------------- | -------- |
| PP                                           | 4        |
| Partido Independiente Popular de Hoyo (PIPH) | 3        |
| Agrupación Independiente (AI)                | 2        |
| PSOE                                         | 2        |
| IU                                           | 2        |

## Demografia
Nombre d'habitants en els últims 10 anys 
Evolució demogàfica de Hoyo de Manzanares
| Font: | http://www.hoyodemanzanares.es/ |

Amb data de 17 d'abril de 2015, la població se situa en 2.055 habitants.

## Economia
Les seves principals activitats són l'agrària i a més a més té una important xarxa de serveis en què cal destacar els allotjaments rurals.

Referències